# Prima SVĚT
Prima SVĚT (dříve Svět, později Prima ZOOM Svět) je publicistický tematický magazín TV Prima vysílaný od roku 1995.
Obsahem pořadu jsou reportáže věnující se zajímavostem v různých koutech světa. Pořad spustila TV Premiéra ve snaze zatraktivnit své vysílání veřejnosti, u které televize postrádala zájem. Inspirovala se přitom v podobném pořadu České televize – Objektiv, který patřil mezi veřejně nejúspěšnější pořady doby. Po přejmenování televize se pořad dál vysílal na TV Prima.
Název Svět byl vždy doplněn o rok, ve kterém se vysílal (první řada se jmenovala Svět '95, následoval Svět '96 ad.). Po letech se pořad přesunul na kanál Prima ZOOM, po kterém převzal název (Prima ZOOM Svět) a kdy se přestal do názvu pořadu vkládat rok. Po spuštění CNN Prima News se přesunul pořad na nový kanál.
Pořadem střídavě provází Anna Kadavá a Josef Kluge.